# Peribatodes galliberia
Peribatodes galliberia là một loài bướm đêm trong họ Geometridae.